# Marco Alessandro del Borro

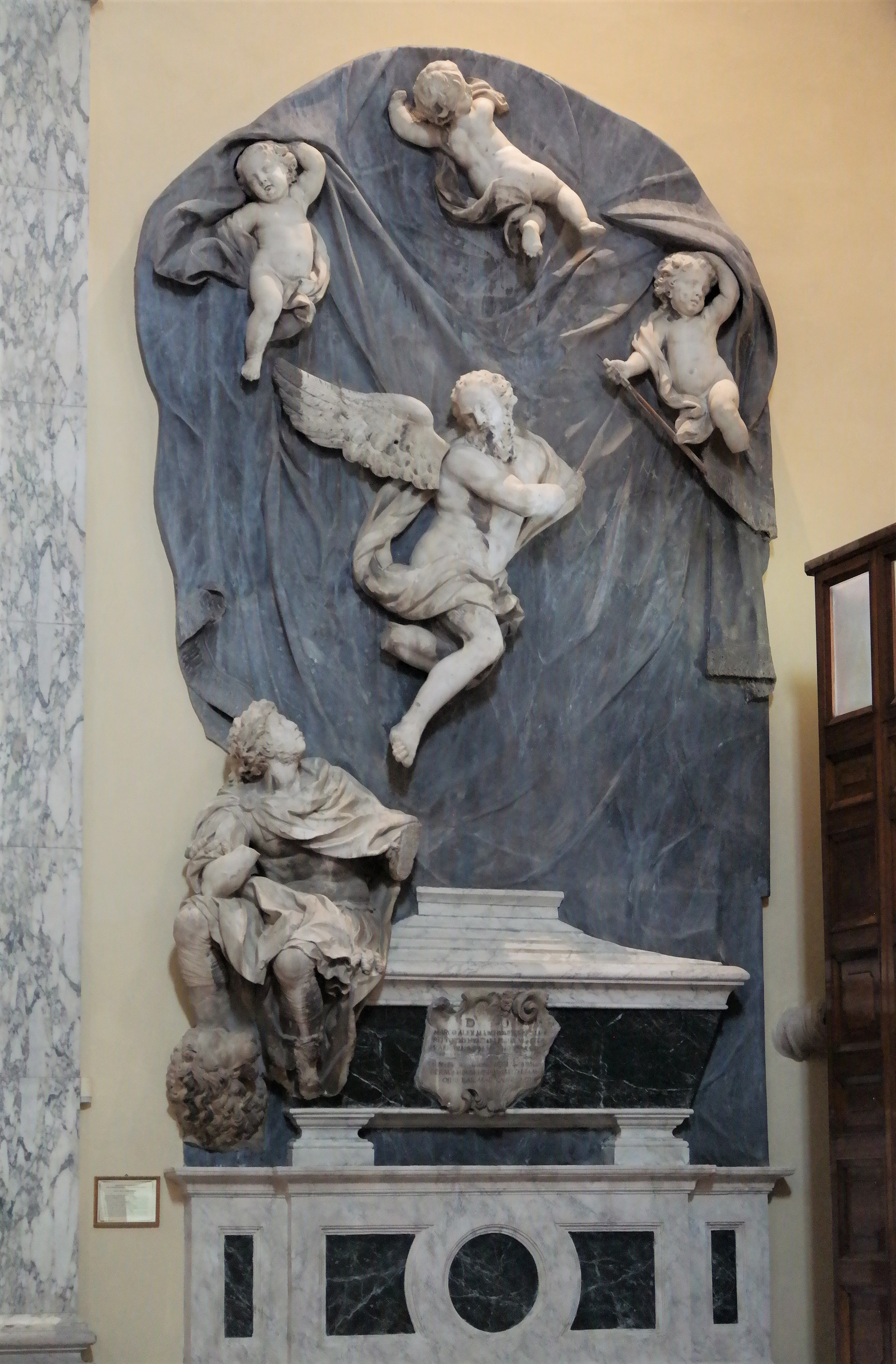
Monumento funebre di Marco Alessandro del Borro, nel Duomo di Livorno

(Annali di Livorno )

Marco Alessandro del Borro (Arezzo, ... – Livorno, 29 aprile 1701) è stato un politico e funzionario italiano, governatore di Livorno dal 1678 al 1701.

## Biografia
Governatore delle Armi e Governatore di Livorno dal 1678 fino alla sua morte avvenuta nel 1701, fu sepolto nel Duomo di Livorno, dove venne eretto un mausoleo in marmo realizzato dallo scultore Giovanni Battista Foggini.
Sotto la sua amministrazione si registra l'ampliamento del quartiere livornese della Venezia Nuova (a del Borro fu intitolata anche la principale strada del quartiere, la via Borra) e la trasformazione delle fortificazioni settentrionali, con la demolizione di parte della Fortezza Nuova e la sistemazione del Forte San Pietro (1682) e del Rivellino di San Marco.